# Lagarde-sur-le-Né
Lagarde-sur-le-Né – miejscowość i gmina we Francji, w regionie Nowa Akwitania, w departamencie Charente.
Według danych na rok 1990 gminę zamieszkiwało 169 osób, a gęstość zaludnienia wynosiła 41 osób/km² (wśród 1467 gmin regionu Poitou-Charentes Lagarde-sur-le-Né plasuje się na 826. miejscu pod względem liczby ludności, natomiast pod względem powierzchni na miejscu 1107.).